# 発光
発光（はっこう）は、光を発すること。
主に、熱放射（黒体放射） (恒星、炎、白熱灯などの光）やルミネセンス（冷光）が知られる。その他、荷電粒子線の制動放射による発光、 チェレンコフ光などがある。

## ルミネセンス
励起状態にある量子系（電子など）が、より低い励起状態や基底状態に遷移することにより光を発する。どのように電子が励起されたかによって分類することができる。

### 励起方法による分類

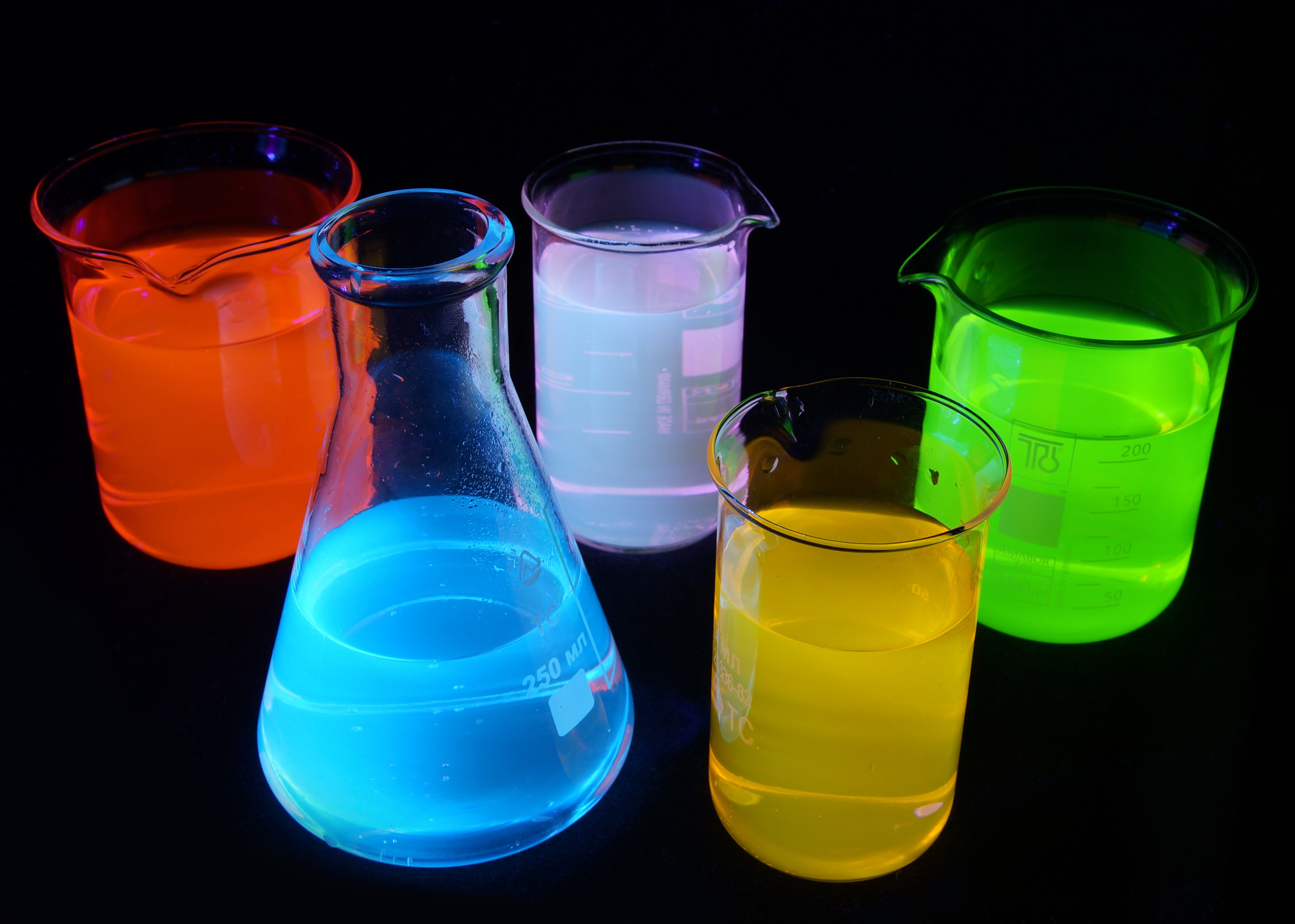
UV光照射による発光（フォトルミネセンス）

- フォトルミネセンス（PL） - 光照射による励起での発光。（例：蛍光灯、蛍光色）
- カソードルミネセンス（CL） - 電子線照射による励起での発光。例：ブラウン管）
- エレクトロルミネセンス（EL） - 電圧による励起での発光。（例：LED）
- ソノルミネセンス（SL） - 音響エネルギーによる発光。
- ケミルミネセンス - 化学発光とも呼ばれる。化学反応によって励起状態をつくり、それが基底状態に遷移するときに発光する。（例：サイリューム）
- バイオルミネセンス - 生物発光とも呼ばれる。酵素を使って発光物質を酸化させるなどの化学反応によって光を発する。この意味では生物の発光の大部分は化学的発光の範疇に入る（ルシフェラーゼ、イクオリン）。また、生物の発光には蛍光（フォトルミネセンス）に由来する物もあり（GFP）、これを含めて発光蛋白質は組換えDNA作製の際にレポーター遺伝子として利用されている。

#### 発光する生物の例
- 深海魚: ハダカイワシ、チョウチンアンコウ、エソ類
- その他の動物: ホタル、ウミホタル、オワンクラゲ、ホタルイカ
- 菌類: ツキヨタケ、ヤコウタケ
- 原生生物: ヤコウチュウ

### 発光過程メカニズムによる分類
- 誘導放出
- 自然放出

## 関連文献
- 小林洋志『発光の物理 (現代人の物理)』朝倉書店、2000年。ISBN 4254136277。